# 信義光能
信義光能控股有限公司，簡稱信義光能和信義光能控股（英語：Xinyi Solar Holdings Limited，港交所：968），在2008年，由信義玻璃控股有限公司，於東莞分拆主營太阳能光伏玻璃產品的研发、制造、销售和售后服务，名為「信義光能有限公司」，主席李賢義。
而原本於在2011年分拆公開招股上市，但由於市況欠佳，因此只作於2013年12月12日於港交所主板介紹形式上市。
2017年，公司实现收益95.27亿港元，同比增长58.6%；公司权益持有人应占溢利23.32亿港元，同比增长17.4%。